# Krayzie Bone

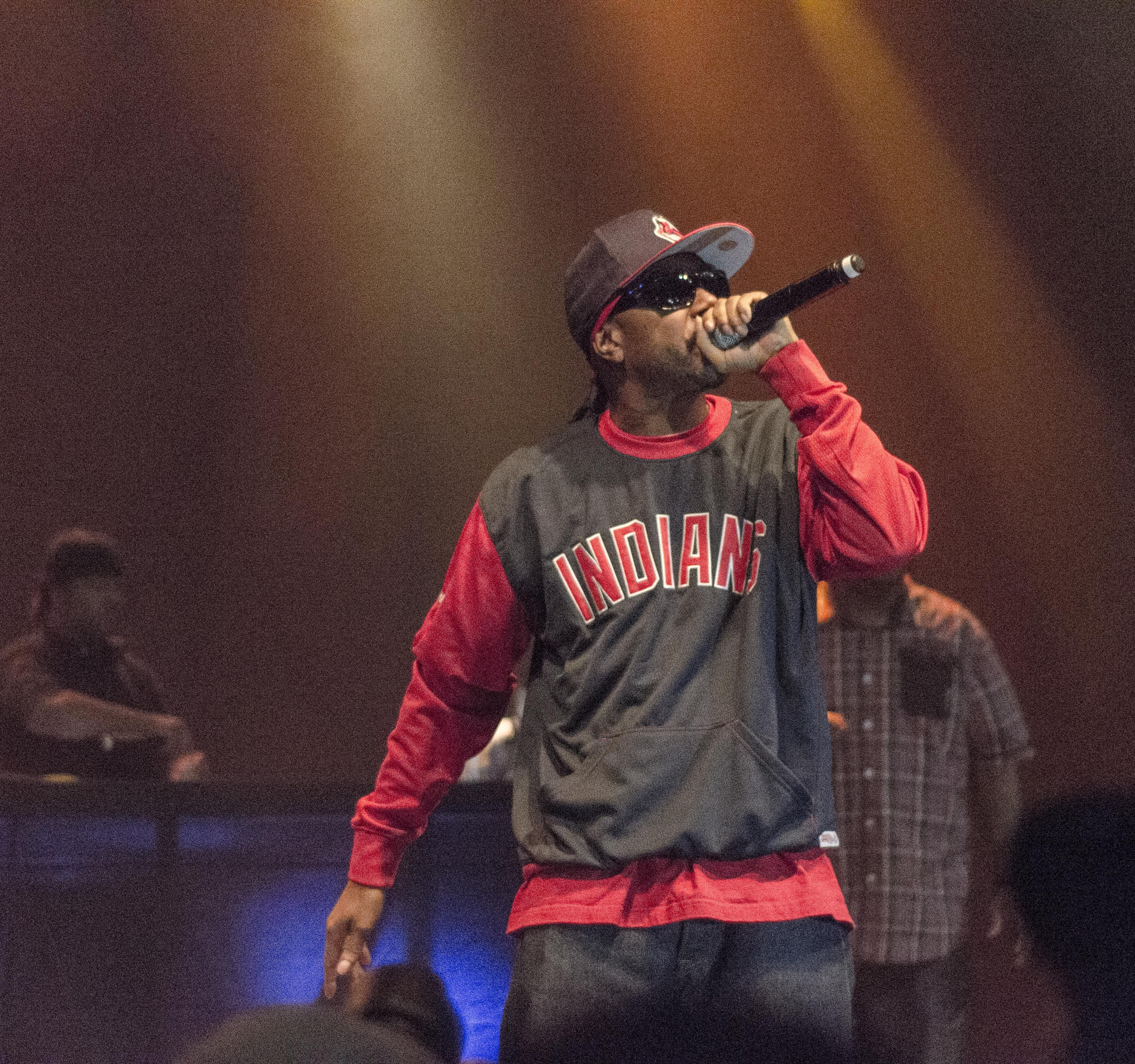
Krayzie Bone (2015)

Krayzie Bone (* 17. Juni 1974 in Cleveland, Ohio als Anthony Henderson) ist ein amerikanischer Rapper. Henderson ist auch unter den Namen Kray Jack, Leather Face, Leatha Face oder Sawed Off Gangsta bekannt. Zudem ist er Mitglied der Gruppe Bone Thugs-N-Harmony und bekannt für seine selbst produzierten, schnellen Hooks in einem Lied.

## Solokarriere
Nachdem er mit Bone Thugs-N-Harmony das Album The Art of War im Jahr 1997 veröffentlichte, begann er an seinem ersten Soloalbum Thug Mentality 1999 zu arbeiten. 1998 wurde es dann als Doppel-CD mit Gastauftritten und Features von den Marley Bros., Mariah Carey, Big Pun und Snoop Dogg veröffentlicht. Es erreichte Platz 4 der US-Albums-Charts sowie Platz 2 der R&B-Charts und wurde in den USA mit Platin ausgezeichnet.
Das 2001 folgende Album Thug on da Line war nicht ganz so erfolgreich wie das Debüt. Es erreichte Platz 27 der US-Charts und Platz 13 in der R&B-Hitliste.
Seit 2003 bringt Krayzie Bone mehr Underground und nicht kommerzielle Lieder wie etwa The World Has Too Many Freaks im Juni 2004 im Internet heraus und erreicht somit nur noch minderen Erfolg. Im Jahr 2005 wurde sein letztes Album dieser Art unter dem Namen Gemini: Good Vs. Evil veröffentlicht. Der Longplayer platzierte sich auf Rang 69 der US-Album-Charts und auf Rang 19 der R&B-Charts.
2006 kehrte er in den Mainstream zurück, als er im Lied Spit Your Game von The Notorious B.I.G. auftrat. Zudem rappte er zusammen mit Juelz Santana einen Part des Remixes von Mariah Careys Don’t Forget About Us. Sein größter Erfolg ist Ridin’, ein Feature mit Chamillionaire. Die Single verkaufte sich in den Vereinigten Staaten so gut, dass sie mit 4-fach-Platin ausgezeichnet wurde.
Seit 2009 erschienen insgesamt 4 Folgen der CD-Reihe The Fixtape, die sich alle in den R&B-Charts platzieren konnten.

## Diskografie

### Alben
| Jahr | Titel                                           | Höchstplatzierung, Gesamtwochen, AuszeichnungChartplatzierungen (Jahr, Titel, Platzierungen, Wochen, Auszeichnungen, Anmerkungen) | Höchstplatzierung, Gesamtwochen, AuszeichnungChartplatzierungen (Jahr, Titel, Platzierungen, Wochen, Auszeichnungen, Anmerkungen) | Anmerkungen                                               |
| Jahr | Titel                                           | US | R&B | Anmerkungen                                               |
| ---- | ----------------------------------------------- | --- | --- | --------------------------------------------------------- |
| 1999 | Thug Mentality 1999                             | US4 Platin · (13 Wo.)US | R&B2 (19 Wo.)R&B | Doppelalbum Executive Producer: Krayzie Bone, Steve Lobel |
| 2001 | Thug on da Line                                 | US27 (6 Wo.)US | R&B13 (8 Wo.)R&B | Executive Producer: Krayzie Bone                          |
| 2005 | Gemini: Good vs. Evil                           | US69 (3 Wo.)US | R&B19 (6 Wo.)R&B | Executive Producer: David D., Jack G., Krayzie Bone       |
| 2007 | Thugline Boss                                   | — | R&B44 (2 Wo.)R&B | Set mit CD und DVD                                        |
| 2008 | The Fixtape Volume One: Smoke on This           | — | R&B66 (2 Wo.)R&B | Produzenten: Krayzie Bone, Brian Shafton                  |
| 2009 | The Fixtape Volume Two: Just One Mo Hit         | — | R&B43 (3 Wo.)R&B | Produzenten: Ben Grossi, Brian Shafton, Krayzie Bone      |
| 2010 | The Fixtape Volume Three: Lyrical Paraphernalia | — | R&B64 (2 Wo.)R&B |                                                           |
| 2011 | The Fixtape Volume Four: Under the Influence    | — | R&B73 (1 Wo.)R&B |                                                           |

Weitere Studioalben
- 2003: Leathaface the Legends Underground (Part 1) (mit D.J. U-Neek)
- 2006: Too Raw for Retail
- 2006: Streets Most Wanted
- 2007: Krayzie Bone Presents Eternal Legends
- 2008: Krayzie Bone & Wish Bone Presents – The New Dynasty Mix Tape (mit Wish Bone)
- 2009: Thug Line Chronicles Vol. 1 – Welcome to da Alley (Da Bum Keef G feat. Krayzie Bone)
- 2013: The Quick Fix: Less Drama, More Music – Level 1 (Minialbum)

### Kompilationen
- 2004: Bone Thug Affiliates: The Underground Mixtape Showcase (als Leatha Face, mit D.J. U-Neek)
- 2007: Mellow Smooth & Krayzie
- 2010: Everybody Wants a Thug

### Singles als Leadmusiker
- 1997: Take Your Time
- 1999: Paper
- 1999: Thug Mentality
- 1999: We Starvin’
- 2001: If They Only Knew
- 2001: Hard Time Hustlin’
- 2001: Y’all Don’t Know
- 2004: Get’chu Twisted

### Singles als Gastmusiker
| Jahr | Titel Album                  | Höchstplatzierung, Gesamtwochen, AuszeichnungChartplatzierungen (Jahr, Titel, Album, Platzierungen, Wochen, Auszeichnungen, Anmerkungen) | Höchstplatzierung, Gesamtwochen, AuszeichnungChartplatzierungen (Jahr, Titel, Album, Platzierungen, Wochen, Auszeichnungen, Anmerkungen) | Höchstplatzierung, Gesamtwochen, AuszeichnungChartplatzierungen (Jahr, Titel, Album, Platzierungen, Wochen, Auszeichnungen, Anmerkungen) | Höchstplatzierung, Gesamtwochen, AuszeichnungChartplatzierungen (Jahr, Titel, Album, Platzierungen, Wochen, Auszeichnungen, Anmerkungen) | Höchstplatzierung, Gesamtwochen, AuszeichnungChartplatzierungen (Jahr, Titel, Album, Platzierungen, Wochen, Auszeichnungen, Anmerkungen) | Anmerkungen                                                                     |
| Jahr | Titel Album                  | DE | AT | CH | UK | US | Anmerkungen                                                                     |
| ---- | ---------------------------- | --- | --- | --- | --- | --- | ------------------------------------------------------------------------------- |
| 1998 | My All / Breakdown Butterfly | — | — | — | UK98 (1 Wo.)UK | US— GoldUS | Erstveröffentlichung: 22. März 1998 Mariah Carey feat. Krayzie Bone & Wish Bone |
| 2004 | Freaks –                     | — | — | — | — | US69 (10 Wo.)US | Play-n-Skillz feat. Krayzie Bone und Adina Howard                               |
| 2004 | I Don’t Give a … –           | DE68 (5 Wo.)DE | — | — | — | — | Lil Jon & the Eastside Boyz feat. Mystikal und Krayzie Bone                     |
| 2006 | Ridin’ The Sound of Revenge  | DE8 Platin · (19 Wo.)DE | AT13 (15 Wo.)AT | CH19 (12 Wo.)CH | UK2 Gold · (21 Wo.)UK | US1 ×4Vierfachplatin · (31 Wo.)US | Chamillionaire feat. Krayzie Bone                                               |

Weitere Gastbeiträge
- 1997: Notorious Thugs (feat. The Notorious B.I.G.)
- 1999: I Still Believe (feat. Mariah Carey)
- 1999: Until We Rich (Ice Cube feat. Krayzie Bone)
- 2000: I’m Not Sleeping (feat. Tiffany)
- 2004: Hip Hop Baby / Need Your Body (Bone Brothers: Layzie Bone, Bizzy Bone und Krayzie Bone)
- 2005: I Don’t Wanna Die (feat. Coolio)
- 2006: Spit Your Game (feat. The Notorious B.I.G., Twista und Eightball & MJG)
- 2006: Never Let You Down (feat. Frankie J, Layzie Bone)
- 2006: 4 Minutes Collipark Remix (Avant feat. Krayzie Bone, Shawnna und Layzie Bone)
- 2007: The Bill Collecta (Chamillionaire feat. Krayzie Bone)
- 2007: Defend Your Own (feat. Collie Buddz)
- 2013: Echos in My Head (feat Eko Fresh, Summer Cem, Serc & Ado Kojo)